# جام خیریه انگلستان ۱۹۹۷
 جام خیریه انگلستان ۱۹۹۷ ، ۷۵امین رقابت سالانه مابین قهرمانان لیگ برتر انگلستان و جام حذفی فوتبال انگلستان است.
این مسابقه در تاریخ ۳ آگوست ۱۹۹۷ مابین تیم‌های چلسی و منچستر یونایتد در ورزشگاه ومبلی لندن برگزار شده‌است.
تیم منچستر یونایتد در این مسابقه توانست در ضربات پنالتی با نتیجه چهار بر دو به پیروزی برسد.

## جزئیات مسابقه
| منچستر یونایتد              | ۱ – ۱ | چلسی                              |
| --------------------------- | ----- | --------------------------------- |
| جانسون ۳۴'                  |       | هیوز ۳۴'                          |
| ضربات پنالتی                |       |                                   |
| اسکولز · ایروین · کین · بات | ۴ – ۲ | سینکلر · زولا · دی ماتئو · لبوئوف |